# Luxroots
Luxroots ist ein Projekt zur systematischen und standardisierten Online-Erfassung der wesentlichen Daten aus den Zivilstandsregistern von 1795 bis 1923 (Geburten, Eheschließungen, Sterbefälle) und den Pfarrregistern von 1600 bis 1800 (Taufen, Eheschließungen, Sterbefälle) des Großherzogtums Luxemburg und der benachbarten belgischen, deutschen und französischen Gebiete. Langfristig gesehen sollen auch die Daten aus jenen Gebieten des ehemaligen Herzogtums Luxemburg erfasst werden, die 1659 durch den Pyrenäenfrieden an Frankreich fielen.

## Anfänglich eine private Website
Ausgangspunkt des Projekts war eine private Initiative von Georges Eicher, die im Jahr 2000 mit der Website georges-eicher.com ins Leben gerufen wurde. Im Laufe der Zeit schlossen sich weitere genealogisch Interessierte dem Projekt an. Ende 2006 wurde aus der Website von Georges Eicher die Website luxroots.com. Anfang Januar 2007 waren rund 35.000 Geburtsurkunden von mittlerweile fünf ehrenamtlichen Mitarbeitern, darunter Georges Eicher, erfasst worden.

## Gründung eines Vereins ohne Gewinnzweck
Anfang 2014 belief sich die Zahl der erfassten Urkunden auf 705.000 Geburts- bzw. Taufurkunden, 67.000 Heiratsurkunden und 30.000 Sterbeurkunden. Die Zahl der freiwilligen Mitarbeiter war auf 30 gestiegen und die Website zählte 500 Abonnenten.
Angesichts dieser Lage wurde beschlossen, einen Verein ohne Gewinnzweck (Association sans but lucratif, ASBL) zu gründen, der die Verwaltung des Luxroots-Projekts und der zugehörigen Websites übernehmen könnte. Dieser wurde am 16. Juni 2014 von Georges Eicher, Serge Eicher und Alphonse Wiltgen als luxroots.com asbl gegründet. Präsident des Vereins wurde G. Eicher, Vizepräsident A. Wiltgen und Sekretär S. Eicher.
Parallel hierzu kam es zur Gründung des Vereins ohne Gewinnzweck luxroots.club (Association de généalogie et d'histoire locale du Luxembourg; Verein für Genealogie und Lokalgeschichte Luxemburgs) durch Georges Eicher, Paulette Grun-Besch, Armand Serres und Alphonse Wiltgen.
Im März 2022 hatte Luxroots 79 ehrenamtliche Mitarbeiter und etwa 1.600 Abonnenten. Die Zahl der erfassten Urkunden belief sich auf 1.838.000 Geburtsurkunden, 516.000 Sterbeurkunden und 312.000 Heiratsurkunden.